# Déborah Lukumuena

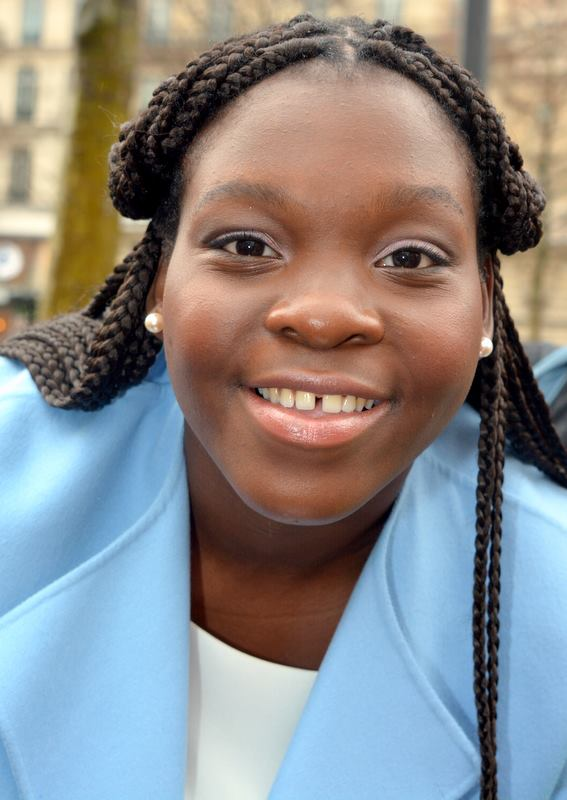
Déborah Lukumuena 2017

Déborah Lukumuena (* 4. Dezember 1994 in Frankreich) ist eine französische Schauspielerin.

## Leben
Lukumuena kam als viertes von fünf Kindern auf die Welt und wuchs in Épinay-sous-Sénart auf; ihre Eltern stammen aus dem Kongo und kamen 1989 nach Frankreich. Der Vater verließ die Familie, als Lukumuena sechs Jahre alt war. Nach Ende der Schulzeit begann sie ein Literaturstudium an der Sorbonne mit dem Ziel, Lehrerin zu werden. Sie schloss es mit der Licence de lettres ab.
Die Serie Die Tudors weckte ihr Interesse am Kino und dem Schauspiel. Eher zufällig bewarb sie sich auf eine Annonce, in der eine schwarze Darstellerin für den Film Divines von Houda Benyamina gesucht wurde. Selbst vor ihrer Familie hielt sie das Vorsprechen bis zur Rollenzusage geheim. Zwischen Castingbeginn und Rollenzusage lagen neun Monate.
Für ihre Rolle der jungen Dealerin Maimouna im Film Divines wurde sie gemeinsam mit Oulaya Amamra  mit dem  Prix Lumières in der Kategorie Beste Nachwuchsdarstellerin ausgezeichnet. Sie  gewann zudem 2017 überraschend den César in der Kategorie Beste Nebendarstellerin. Mit 22 Jahren ist sie die jüngste in der Kategorie ausgezeichnete Darstellerin sowie die erste schwarze Schauspielerin, die den Preis in der Kategorie gewinnen konnte.

## Filmografie
- 2016: Divines
- 2017: The Tunnel – Mord kennt keine Grenzen (The Tunnel) (TV-Serie, eine Folge)
- 2018: Roulez jeunesse
- 2018: Der Glanz der Unsichtbaren (Les invisibles)
- 2020: Call My Agent! (Dix pour cent) (TV-Serie, eine Folge)
- 2021: Robuste
- 2023: Girl

## Auszeichnungen

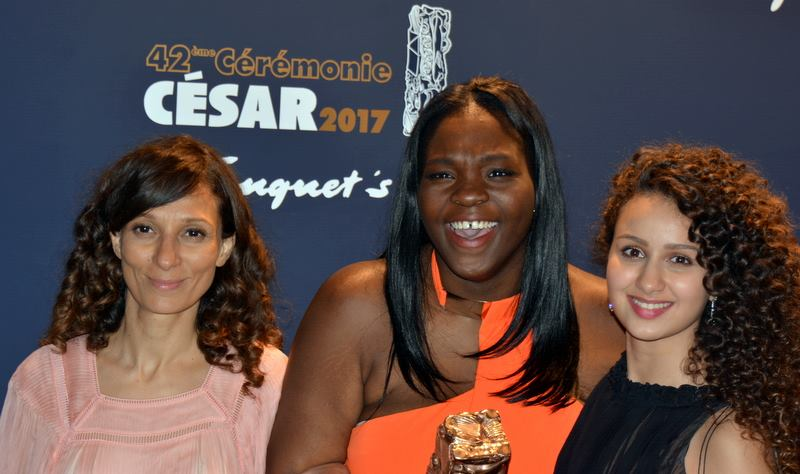
Preisträgerinnen Houda Benyamina, Déborah Lukumuena und Oulaya Amamra (v. l. n. r.) beim César 2017

- 2016: Journées cinématographiques de Carthage (JCC), Beste Darstellerin, für Divines
- 2017: Prix Lumières, Beste Nachwuchsdarstellerin, für Divines
- 2017: César 2017, Beste Nebendarstellerin, für Divines